# Фанам

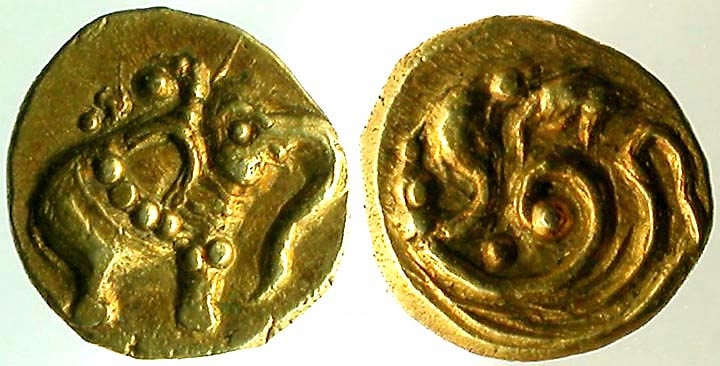
Фанам, XI—XII ст.

Фанам (англ. fanam) — індійська грошова одиниця. Спочатку, ймовірно з IX століття, чеканилася із золота. Із XIV століття карбувалась на Цейлоні. Найбільшого поширення набула у XVI столітті. На аверсах і реверсах фанамів цього періоду зображалися крапки та звивисті лінії, часто монети були грубими копіями. Каліягараманські фанами, що чеканились на Малабарському узбережжі, і наслідування їм — вірарайя-фанами — поширилися по всій Південній Індії. Маса цих монет становила 0,3-0,4 г.
У період голландського колоніального панування (1668—1796) на Цейлоні фанам не карбувався, але використовувався як лічильна одиниця, що дорівнює п'яти стюверам. Після британського завоювання острова остаточно перестав використовуватися в 1874 році, після оголошення рупії єдиним законним платіжним засобом.
У південній частині Індостану фанам став однією з основних монет, що використовувалися в обігу. Рупія дорівнювала 8 фанам, фанам становив 4 фалуси (додо).
Британські срібні фанами вперше відкарбували за Карла II (1660—1685), на монетах зображалися подвійна буква «C» та індійське божество, пізніше — букви «CC/E» на аверсі та напис на гінді на реверсі. На пізніших монетах в 1, 2 та 5 фанам на обох сторонах містилися написи англійською та гінді.
Спочатку фанам був високопробною монетою, поступово його проба знижувалася.
На початку XIX століття карбування британських колоніальних фанамів припинилося. Князівством Траванкор монети у фанамах карбувалися до 1946 року.
В індійських колоніях інших європейських держав також карбувалися аналогічні фанам монети. У Данській Індії карбувалися «фано» (дан. fano, карбування припинено в 1818 році) , у Французькій Індії — «фанон» (фр. fanon, карбування припинено близько 1848 року).